# IPod
Een iPod is een draagbare muziek- en mediaspeler van het Amerikaanse technologiebedrijf Apple.
De iPod is ontworpen om gecomprimeerde audiobestanden af te spelen en is succesvol geworden over de hele wereld door zijn eenvoudige ontwerp en bediening. Van de iPod zijn in de loop der jaren verschillende varianten uitgebracht, die 'generaties' worden genoemd. De 'klassieke' iPod is ongeveer zo groot als een pakje sigaretten en de eerste generatie was ongeveer even dik, de latere generaties zijn ongeveer zo dik als een potlood.
Alle modellen van de iPod (op de Shuffle na) hebben een beeldscherm om de gebruiker te tonen welk nummer wordt afgespeeld of om door menu's te bladeren. De latere generaties kunnen ook video afspelen, foto's tonen of gebruikt worden om spelletjes te spelen. Op de meeste modellen vindt de bediening plaats door vijf knoppen, die in een rond 'click-wheel' geplaatst zijn, juist dit opvallende ronde ontwerp van de bediening is kenmerkend voor de iPod. De iPod Touch heeft dit ontwerp niet en stoelt op het - ook kenmerkende - ontwerp van de iPhone. De opslag van bestanden gebeurt op een flash-geheugen of een harde schijf, met een capaciteit tot 160 GB.
Op de iPod kunnen gegevens alleen gebruikt worden, er kan op de iPod niets aan de gegevens gewijzigd worden. Muziek en video worden beheerd op een computer (pc of Mac) met iTunes. Ook worden er gegevens vanuit andere applicaties (iCal, iPhoto, MS Outlook) via iTunes op de iPod gezet. Sinds de introductie van de eerste iPod in 2001 zijn er wereldwijd meer dan 250 miljoen exemplaren verkocht; daarmee is het de bestverkopende muziekspeler ter wereld.
Bij de iPod worden oordopjes geleverd die in bijpassend wit uitgevoerd zijn, dit was een wens van Apple. Volgens marketing-experts in het programma The iPod-revolution was dit een van de 'subtielste marketing-trucs ooit'. De witte oordopjes vielen erg op en droegen bij aan een hype in de 'jetset', ze werden mode.
Op 10 mei 2022 kondigde Apple aan dat het definitief zal stoppen met de iPod, het laatste model was de iPod Touch (7de generatie)

## Naam
Apple heeft sinds de succesvolle introductie van de iMac al zijn consumentenproducten het voorvoegsel 'i' gegeven. De 'i' staat voor zoiets als 'internet', 'individueel' of 'interactief', maar duidelijkheid heeft Apple hier nooit over gegeven. 'Pod' is Engels voor 'dop' als in de dop van bijvoorbeeld een walnoot of een ander omhulsel voor zaden, zoals een sperzieboon.
Van de naam van de iPod is ook de term 'podcast' afgeleid, wat een geluidsopname inhoudt, die gedownload kan worden. Een variant hierop is de videopodcast, afgekort tot vodcast.

## Geschiedenis
Apple heeft iTunes in eerste instantie ontwikkeld (uit het eerder uitgebrachte SoundJam van Casady & Greene) om muziekbestanden op een harde schijf in een computer te downloaden, te comprimeren en af te spelen.
De ontwikkeling van een draagbare mp3-speler kwam op een later tijdstip, toen een ex-Philipswerknemer, Tony Fadell, het idee daarvoor kreeg. Het kostte hem echter veel moeite om fabrikanten te overtuigen van zijn idee. Apple Computer nam in februari 2001 Fadell wel aan en vond zijn idee bruikbaar. Apple maakte de draagbare mp3-speler populair, maar was zeker niet de eerste die een betaalbare kleine mp3-speler op de markt bracht. Jonathan Ive tekende voor de vormgeving van de iPod. Jonathan Rubinstein, hoofdontwerper hardware bij Apple van 1997 tot en met 2006, wordt eveneens genoemd als bedenker van de iPod. Wie de eer toekomt de titel 'Podfather' te dragen is tot op heden niet beslist.

### iPod Classic

#### Eerste generatie (1G)

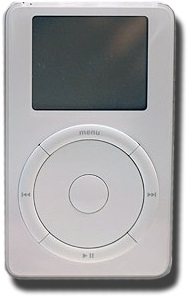
De eerste generatie iPod.

Op 23 oktober 2001 kondigde Apple de iPod aan, dit model was uitgerust met een harde schijf van 5 GB, had de grootte van een pakje sigaretten en was met 80 gram wel wat zwaarder. De voorkant was uitgevoerd in helder wit plastic en de zijkanten en achterkant waren van verchroomd metaal. Het mechanische scrollwiel van de eerste generatie iPod werd ontworpen door Apple, maar ontwikkeld door Synaptics, tevens bekend om zijn trackpad. De 1G iPod had vier bedieningstoetsen: Menu, Play/Pause, Back en Forward — geplaatst rond het scrollwiel. Deze configuratie (een scrollwiel met vier knoppen) is sinds de introductie, in een bepaalde variant, gelijk gebleven bij alle modellen.
Ondanks heftige kritiek (de prijs van bijna €450 (op 23 oktober 2001, 400 USD) werd hoog gevonden) en voorspellingen van doemscenario's, werd het apparaat een succes. Al snel na de lancering werden nieuwe modellen aangekondigd, die alleen in capaciteit verschilden van het eerste model. Op 20 maart 2002 werden een 10 GB versie aangekondigd. Ook krijgen alle iPods vCard-compatibiliteit, waardoor adresgegevens op de iPod kunnen worden afgelezen.
De batterij van de eerste iPods ging volgens de specificaties ongeveer tien uur mee.

#### Tweede generatie (2G)

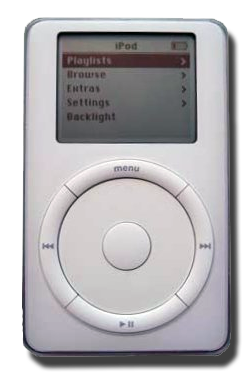
iPod 2e generatie, 2002

Op 17 juli 2002 komt Apple met de opvolger van de eerste generatie. Ten opzichte van de eerste generatie heeft de nieuwe iPod rondere hoeken. Kleinere wijzigingen zijn een ander ontwerp van de hold-schakelaar en een 'klepje' voor de firewire-poort.
Naast de 5 GB-versie kwam Apple ook met een duurdere 10 GB- en 20 GB-versie. Bij de 10 GB en 20GB versie waren er een iPod hoes met riem-klip en een afstandsbediening met bedrading inbegrepen. Deze generatie iPods waren als Mac (Apple) of Windows model te verkrijgen. De laatsten hadden een andere connector (4- naar 6-pins) en werden geleverd met het programma MusicMatch Jukebox in plaats van iTunes.
In deze generatie verschijnen ook de eerste 'limited editions', met de handtekening van Beck, Madonna, Tony Hawk of het bandlogo van No Doubt op de achterkant gegraveerd. Deze edities zijn alleen in de VS te krijgen geweest en kostten daar $50 extra.

#### Derde generatie (3G)

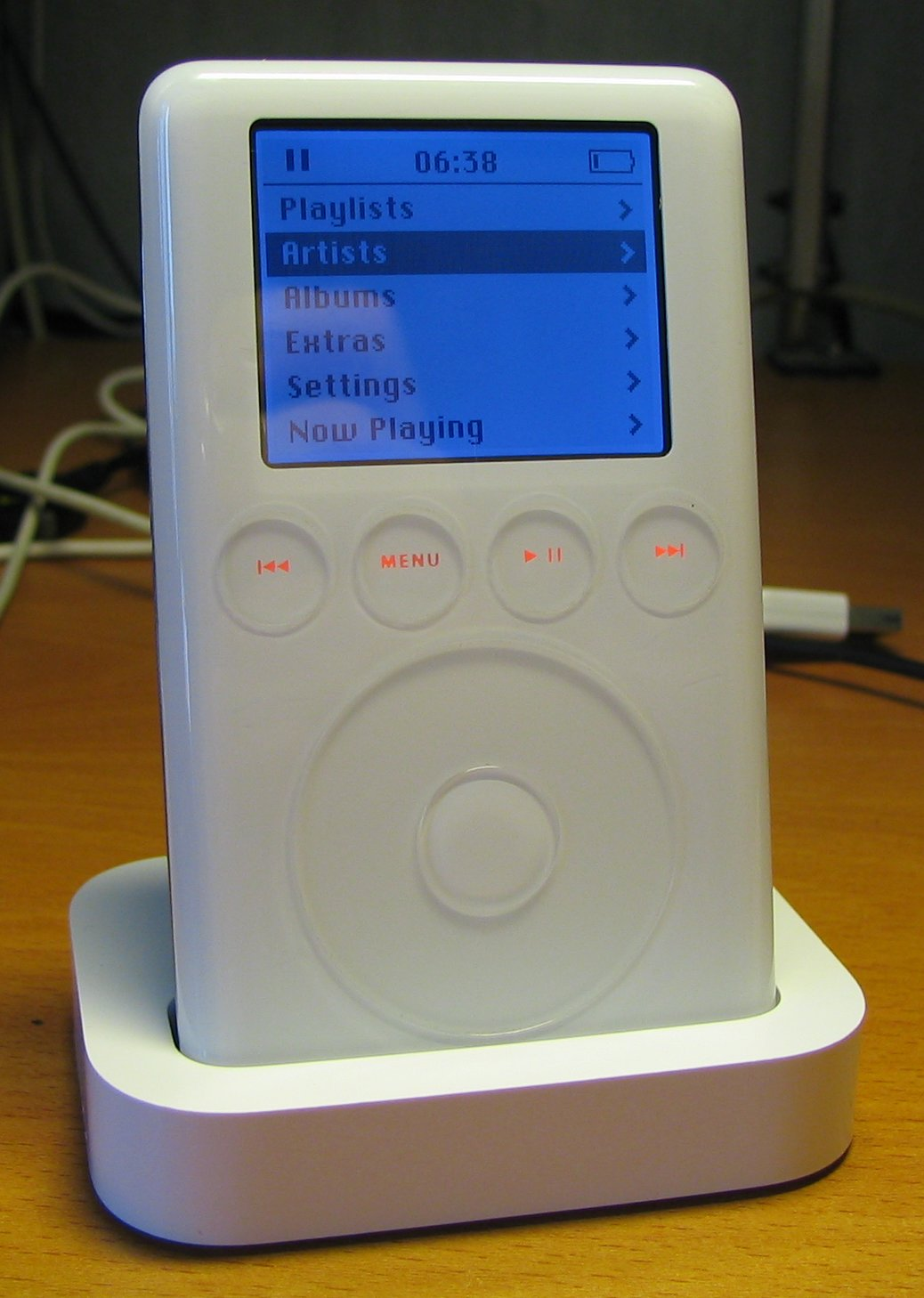
iPod 3e generatie, 2003 (in Dock)

Op 28 april 2003 kondigde Steve Jobs de 'ultradunne' nieuwe iPod-serie aan. Deze generatie onderscheidt zich op een aantal punten sterk van de vorige generaties qua uiterlijk. Het eerste dat opviel was dat ze aanmerkelijk dunner waren dan de eerdere iPods. Het mechanische scrollwiel werd vervangen door een aanraakgevoelig Touch Wheel. Ook erg in het oog springend was dat de knoppen voor de bediening niet meer rond het scrollwiel zaten, maar onder het scherm geplaatst waren. Een stijlbreuk om technische redenen, die van korte duur bleek te zijn. Deze toetsen lichtten rood op bij aanraking, wat bediening in donkere omgevingen gemakkelijker maakte.
Technisch was er ook een aantal wijzigingen ten opzichte van de vorige generaties; zo was de standaard FireWire-aansluiting vervangen door een plattere 30-pins interface, waardoor niet meer gebruikgemaakt kon worden van standaardkabels voor FireWire. De nieuwe aansluiting maakte de introductie van het iPod Dock mogelijk, een houder voor de iPod voor op het bureau. Een ander gevolg van een plattere aansluiting was dat het ontwikkelen van accessoires voor iPods nu mogelijk werd. Ander voordeel was dat de iPod ook op USB aangesloten kon worden, een interface die op de pc meer in zwang is dan FireWire.
In de derde generatie zijn de meeste verschillende modellen uitgebracht met achtereenvolgens 10, 15, 20 en 30 GB; met de laatste zou de eigenaar "twaalfduizend nummers in [zijn] broekzak" hebben, aldus de begeleidende slogan. Op 8 september 2003 werden de 15 GB- en 30 GB-modellen vervangen door respectievelijk een 20 GB- en 40 GB-model.
Apple bood geen aparte versies meer voor pc's, de iPod was er slechts in één variant voor Mac en pc. Windows-gebruikers moesten de iPod eerst formatteren naar het FAT32-formaat. Met de derde generatie werd bij elke iPod zowel iTunes, als Musicmatch meegeleverd, maar met de introductie van het 40 GB-model werd alleen iTunes nog meegeleverd.

#### Vierde generatie (4G)
Aangekondigd op 19 juli 2004, verving de vierde generatie iPod het aanraakwiel van de derde generatie iPod door het Click Wheel van de iPod Mini, waarbij de vier extra knoppen onder een aanraakgevoelig scrollwiel werden geplaatst. De behuizing was ook iets slanker. De prijzen werden verlaagd en de opstelling werd vereenvoudigd, aangezien het model van 20 GB werd verkocht voor €339 en het model van 40 GB voor €449. Met name begon Apple met het verminderen van pack-in-accessoires vanaf de vierde generatie. Terwijl een dock, draagtas en bedrade afstandsbediening eerder werden meegeleverd met duurdere iPods, werd de iPod van hoger niveau van 40 GB alleen geleverd met een dock, oortelefoons en een verwisselbare merkgebonden kabel die geschikt is voor USB en FireWire-interface. Naast het gebruik van het Click Wheel van de iPod Mini, gebruikte de iPod van de vierde generatie de energie-efficiëntere componenten van de Mini, waardoor de iPod van de vierde generatie een batterijduur van meer dan 12 uur had met dezelfde batterij als zijn voorganger.

iPod U2 Special Edition, 2004

Op 26 oktober 2004 werd een speciale U2-editie aangekondigd om U2's How to Dismantle an Atomic Bomb album op de markt te brengen. Het plastic voorstuk van de U2-editie iPod was zwart en het Click Wheel was rood, om samen te vallen met het kleurenschema van het U2-album. Met 20 GB en de handtekeningen van alle vier de leden van U2 kostte de speciale editie iPod €389 en bevatte ook een coupon van €50 voor een collectie van $ 149 van de volledige backcatalogus van U2. U2 iPod-klanten ontvingen ook 30 minuten exclusieve U2-video die kan worden gedownload van de iTunes Music Store.
Een speciale Harry Potter-editie werd aangekondigd op 7 september 2005. Deze werd uitgebracht in combinatie met de Harry Potter-audioboeken in iTunes. [10] Het had een Hogwarts-logo op de achterkant gegraveerd en alle zes Harry Potter-audioboeken die op dat moment beschikbaar waren, waren vooraf geladen.
Op 26 oktober 2004 onthulde Apple naast de U2-editie ook de iPod Photo. Gepositioneerd als een premium-versie van de standaard iPod van de vierde generatie, had de iPod Photo een LCD van 220 × 176 pixels die tot 65.536 kleuren kan weergeven. Het apparaat ondersteunde de grafische bestandsindelingen JPEG, BMP, GIF, TIFF en PNG en kon dankzij een gebundelde tv-kabel op een televisie of ander extern beeldscherm worden aangesloten voor diavoorstellingen. Met iTunes 4.7 konden gebruikers foto's uit een map synchroniseren, van Apples iPhoto op de Macintosh, Adobe Photoshop Album 2.0 of Photoshop Elements 3.0 op Windows. De batterijduur werd geschat op 15 uur voor het afspelen van muziek en 5 uur voor diavoorstellingen met muziek. De iPod Photo was verkrijgbaar in een versie van 40 GB voor €549 en een versie van 60 GB voor €659
Op 23 februari 2005 werden beide modellen van 40 GB (foto en normaal) vervangen door een slanker en goedkoper fotomodel van 30 GB, waardoor er nog maar een zwart-witte iPod van 20 GB over was. De prijs voor het 60GB-model werd verlaagd met minder gebundelde accessoires, waardoor de dock, FireWire-kabel en televisiekabel extra kosten kregen. Op dezelfde dag kondigde Apple de iPod Camera Connector aan die onmiddellijke overdracht van beelden van een USB-compatibele digitale camera naar de iPod Photo mogelijk maakte. Het belangrijkste verschil tussen dit en Belkin's Digital Camera Link was dat het apparaat van Apple onmiddellijke beeldweergave op de iPod Photo ondersteunde na overdracht zonder de iPod Photo eerst op een computer aan te sluiten.
iPod met kleurendisplay
Op 28 juni 2005, slechts negen maanden na de introductie, werd de iPod Photo samengevoegd met de rest van de iPod-lijn. Het model van 30 GB werd geschrapt en de monochrome iPod van 20 GB kreeg een kleurenscherm. De prijs voor het 60GB-model werd ook verlaagd.

#### Vijfde generatie (5G)
De iPod van de vijfde generatie werd op 12 oktober 2005 geïntroduceerd, kort na de introductie van de iPod Nano. De iPod van de vijfde generatie had een 2,5-inch 320 × 240 QVGA-scherm en een kleiner Click Wheel. Het was de eerste iPod die video's kon afspelen.
De iPod van de vijfde generatie is de eerste iPod die beschikbaar is in een alternatief kleurenschema in een niet-speciale editie, aangezien een zwarte optie werd toegevoegd naast "Signature iPod White", en markeerde het tweede volledige herontwerp van de iPod-esthetiek met de herschikte verhoudingen, de terugkeer naar een volledig vlakke voorplaat en de meer afgeronde achterbehuizing. De 4-pins externe poort is ook verwijderd, wat achterwaartse compatibiliteitsproblemen veroorzaakte met bepaalde accessoires. Een model van 30 GB werd aangeboden voor US $ 299 en een model van 60 GB werd aangeboden voor US $ 399. De iPod van de vijfde generatie werd ook aangeboden in de speciale U2-editie voor US $ 349 met 30 GB. De iPod van de vijfde generatie was het laatste model met een plastic gezicht (op de 5.5G na).
De iPod van de vijfde generatie speelt video af in MP4 (tot 2,5 Mbit/s) en H.264 (tot 768 kbit/s) formaten. De verbeterde iPod van de vijfde generatie en/of de eerste revisie speelt video af in MP4 (tot 2,5 Mbit/s) en H.264 (tot 1,5 Mbit/s) formaten. Video zoals tv-programma's, podcasts, muziekvideo's en films kunnen worden gekocht bij online winkels zoals de iTunes Store of worden gedownload van Google Video en andere bronnen en vervolgens via iTunes-software naar de iPod worden geïmporteerd.
Video's of diavoorstellingen van foto's kunnen worden afgespeeld vanaf de iPod van de vijfde generatie op een televisietoestel, projector of monitor met behulp van de Apple iPod AV-kabel of via een dock met een S-videokabel. Het is ook mogelijk om dit te doen met behulp van enkele camcorderkabels met een RCA-aansluiting aan het ene uiteinde en een drie-bands achtste inch (3,5 mm) A/V-stekker aan het andere uiteinde, hoewel de rode en gele stekkers (normaal gesproken de audio rechts en videosignalen) moeten worden verwisseld om het juiste signaal te verkrijgen.
De iPod van de vijfde generatie werd bijgewerkt op 12 september 2006, in de volksmond de "5.5e generatie" genoemd. Deze update omvatte een helderder scherm, langere afspeeltijd voor video's, nieuw ontworpen oortelefoons en een zoekfunctie. Een iTunes-installatie-cd was ook niet langer gebundeld, waardoor gebruikers iTunes moesten downloaden van de website van Apple. Het 60 GB-model werd vervangen door een 80 GB-model en de prijzen werden verlaagd met US $ 50 voor zowel de 30 GB (US $ 249) als de 80 GB (US $ 349) -modellen. Gapless afspelen en ondersteuning voor iPod-games werd mogelijk gemaakt op alle iPods van de vijfde generatie via een firmware-update die tegelijkertijd werd uitgebracht.
Op 12 september 2006 kondigde Apple een redesign aan van haar iPod-lijn. De iPod shuffle is herontworpen en nu nog maar 4 cm breed. De iPod nano heeft een redesign gekregen, de zijkanten zijn hierbij afgerond en het aluminium van de oude iPod mini is terug. Ook is daarvan een 8 GB-versie geproduceerd. Tevens werd er een nieuwe iPod 5G 80GB aangekondigd, die de 60 GB-versie vervangt. Deze nieuwe iPod brengt ook andere vernieuwingen, zoals een helderder scherm, de mogelijkheid om meer spelletjes op de iPod te spelen, "Gapless playback" en een langere batterijduur.
Anno 2017 is de iPod shuffle niet langer meer te koop.

#### iPod classic (6de generatie)
Tijdens een speciaal iPod-centrisch evenement op 5 september 2007 introduceerde Steve Jobs de zesde generatie iPod en het achtervoegsel "classic". Met iets dunnere behuizingen had de iPod van de zesde generatie ook een drastisch verbeterde levensduur van de batterij, met tot wel 36 uur muziekweergave en 6 uur videoweergave. De iPod Classic heeft een 2,5-inch display met achtergrondverlichting en een resolutie van 320 × 240. De voorplaat van de iPod is nu gemaakt van geanodiseerd aluminium in plaats van polycarbonaat (plastic) en "Signature iPod White" is vervangen door zilver. Dit is de eerste keer dat wit niet is beschikbaar als kleuroptie voor een iPod. De zesde generatie iPod introduceerde ook een volledig nieuwe gebruikersinterface, met meer focus op graphics en Cover Flow. De iPod Classic werd aangeboden in een 80GB-model voor adviesprijs US €249 en een 160GB-model voor een adviesprijs van ?
Herzieningen
Tijdens het 'Let's Rock'-Apple-evenement op 9 september 2008 werden de 80 GB en het dikkere 160 GB-model stopgezet ten gunste van een dunne 120 GB-versie die voor €239 werd verkocht. Het introduceerde Genius en audio-opnamemogelijkheden die ook beschikbaar zijn in andere iPod-modellen die op vergelijkbare tijden zijn uitgebracht; geen enkele firmware-update biedt een van beide functies aan de iPods van de eerste generatie. Ook werd de voorplaat van het zwarte model vervangen door een grijs gekleurde voorplaat, met behoud van de zilveren achterkant en het zwarte Click Wheel.
Voorafgaand aan het 'It's Only Rock and Roll'-evenement op 9 september 2009 werd de prijs van de 120 GB-versie verlaagd. Tijdens het evenement verving Apple de 120 GB-versie door een 160 GB-model, met hetzelfde slanke profiel dat voor €229 werd verkocht.

### iPod Mini

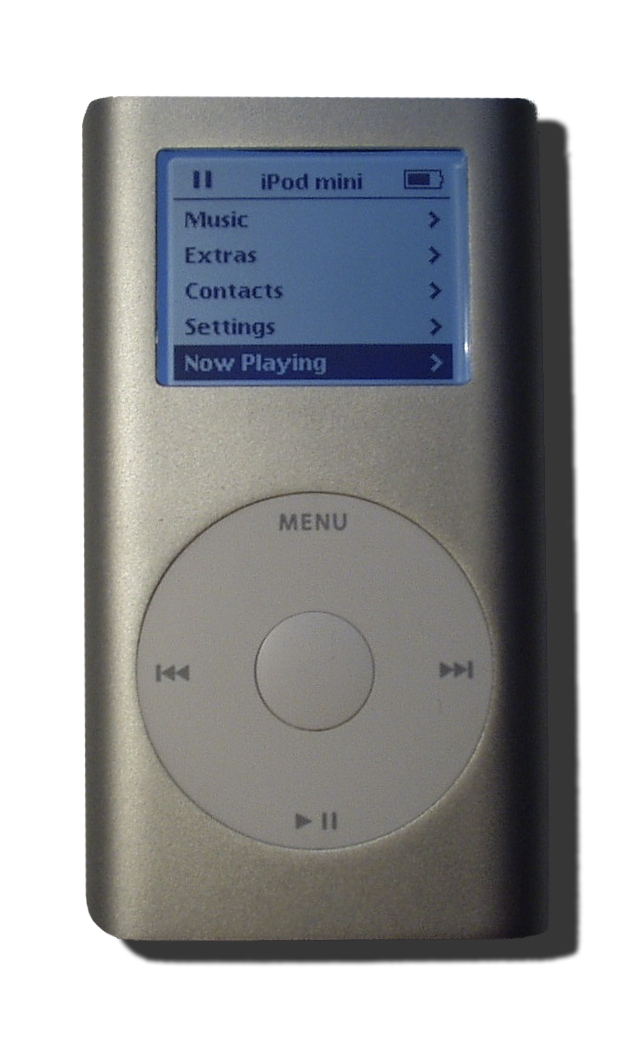
Een iPod mini (2G).

#### iPod mini 1ste Generatie
In februari 2004 introduceerde Apple de iPod mini, een compactere versie van zijn voorgangers, uitgerust met een microdrive harde schijf van 4 GB en verkrijgbaar in 5 pastelkleuren. Critici vonden hem wederom te duur, maar dat stond ook deze keer een succes niet in de weg. De bediening alweer aangepast: het scrollwiel was vervangen door een Click Wheel: de toetsen zijn in het scrollwiel zelf geplaatst, en duwen op de rand boven, onder, links of rechts werkte als een kliktoets.

#### iPod mini 2de Generatie
In februari 2005 bracht Apple een nieuwe versie uit van de iPod mini. De consument kan een keuze maken uit vier kleuren en nu ook uit de opslagruimte, namelijk uit 4 GB of 6 GB. Deze nieuwe lijn van iPod mini's heeft een batterij met een werkduur van 18 uur, een stuk langer dan de eerste generatie iPod mini. Sinds 7 september 2005 is de iPod mini vervangen door de iPod nano.

### iPod nano

#### iPod nano 1ste Generatie
Op 7 september 2005 lanceerde Apple op een door haar georganiseerde bijeenkomst de iPod nano. Deze iPod verving de iPod mini, waarvan de productie met onmiddellijke ingang werd gestopt.
De naam 'nano' kreeg hij door zijn grootte. De nano is 8.9 x 4,1 x 0,69 cm groot en weegt 42 gram. De nano is qua afmetingen ongeveer 80% kleiner dan de normale iPod en was hoogstens half zo groot als 95% van de concurrenten met dezelfde opslagcapaciteit op de datum van lancering. Voor het maken van zo'n dunne mp3-speler was het gebruik van een ultradunne flash geheugenkaart nodig. De iPod nano was oorspronkelijk verkrijgbaar in een 2- en een 4 GB-versie, in 2006 introduceerde Apple een 1 GB-versie van de uitermate populaire iPod nano. De iPod nano is voorzien van een kleurenscherm van 4 cm (1,5") en het inmiddels bekende gebruiksvriendelijke iPod ClickWheel. Het is ook mogelijk om foto's en video op de nano te bekijken, maar kan het apparaatje ze niet op een televisie vertonen. Naast het kleine formaat, heeft de iPod nano ook nieuwe mogelijkheden. Allereerst heeft de iPod nano een wereldklok waarmee de tijd in diverse steden bekeken kan worden. Daarnaast is ook in een stopwatch voorzien en kan het beeldscherm beveiligd worden met een pincode. De hoofdtelefoonaansluiting bevindt zich aan de onderkant van de nano. Dit is een logische plek indien de nano via de optioneel verkrijgbare hoofdtelefoon om de nek wordt gedragen.

#### iPod nano 2de Generatie
In september 2006 heeft Apple de iPod nano 2nd Edition gelanceerd. Deze is platter dan de vorige nano. De iPod nano 2nd Edition is nu 9,0 x 4,0 x 0,65 cm groot en weegt slechts 40 gram. Op een aantal punten is de nano verbeterd. Zo gaat de accu nu 24 uur mee, en is de behuizing minder slijtagegevoelig. De 2 GB-variant is leverbaar in de kleur grijs, de 4 GB in de kleuren grijs, roze, groen en blauw en de 8 GB alleen in het zwart. In oktober 2006 is daar nog een rode 4 GB en 8 GB iPod nano (PRODUCT) RED Special Edition. Een deel van het aankoopbedrag wordt gedoneerd aan het Wereldfonds voor de bestrijding van hiv/aids in Afrika.

#### iPod nano 3de Generatie
De iPod nano werd bij de introductie van de iPod classic in september 2007 eveneens vernieuwd. Met de slogan 'A litte video for everyone' bracht Apple video naar de nu kortere en bredere iPod nano 3rd generation met de afmetingen van 6,98 x 5,23 x 0,65 cm. De iPod was verkrijgbaar in 4GB en 8GB. Het 4GB model was verkrijgbaar in de kleur zilver en het 8GB model in de kleuren zilver, turquoise, mintgroen, zwart, en (PRODUCT) RED Special Edition. Op 22 January, 2008, bracht Apple de iPod nano 3rd generation 8GB in de kleur roze uit.
De meeste functies die origineel alleen geschikt waren voor een iPod Classic waren nu ook beschikbaar voor deze iPod. Deze iPod wordt ook wel "The Fat One" of "The Fatty" genoemd omdat het de enige iPod nano met een Click Wheel is die kort en breed is in tegenstelling tot de andere iPods nano's met Click Wheel die lang en slank zijn.

#### iPod nano 4de Generatie
In september 2008 heeft Apple de iPod nanochroom gelanceerd. Er zijn nieuwe kleuren beschikbaar en het is mogelijk te schudden met het toestel en zo een willekeurig liedje af te spelen. Het design was terug zoals voor de iPod Nano 2de Generatie.

#### iPod nano 5de Generatie
In september 2009 werd de 5de Generatie Nano uitgebracht waarvan de behuizing meer reflecterend was. Ook werd er een video camera toegevoegd die enkel kon opnemen om zo een concurrent te zijn tegen video toestellen, kon 480p30 filmen maar geen foto's maken. Met de ingebouwde microfoon is het ook mogelijk om stemopnames te maken.

#### iPod nano 6de Generatie
De 6e generatie van de iPod nano werd voorgesteld op 1 september 2010. Voor het eerst beschikt de Nano over een multitouch scherm en een clip die de iPod ultradraagbaar maakt. Het is tevens de kleinste iPod nano ooit. De iPod had geen mogelijkheden voor op te nemen en geen mogelijkheden om video af te spelen. De nano van de 6e generatie komt in 7 kleuren, inclusief een (PRODUCT)RED uitvoering.

#### iPod nano 7de Generatie
De iPod nano was leverbaar met twee geheugen hoeveelheden: 8 GB en 16 GB. Door middel van een gering prijsverschil tussen deze twee versies hoopte Apple gebruikers richting de 16 GB-versie te trekken.
Anno 2017 is de iPod nano niet meer te koop. De Apple Watch wordt gezien als vervanger.

### iPod shuffle

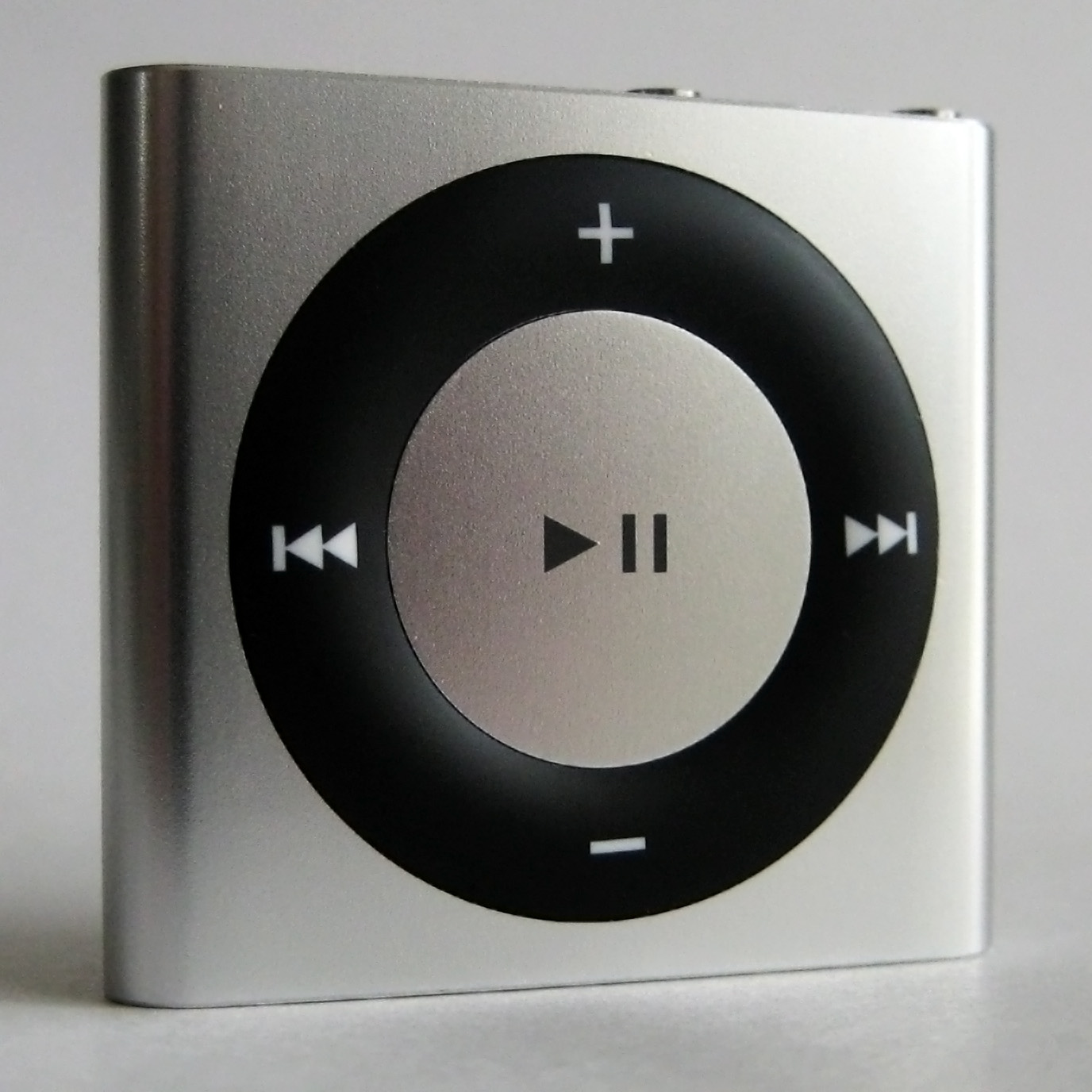
Een iPod shuffle (4G)

#### iPod shuffle 1ste Generatie
In januari 2005, tijdens een Macworld Congres, kondigde Steve Jobs de nieuwe iPod shuffle aan. Deze iPod is aanzienlijk kleiner dan haar voorgangers en door de afwezigheid van een scherm een stuk goedkoper. Hierdoor kan Apple concurrerend blijven met andere fabrikanten van goedkope mp3-spelers. Dit is de eerste iPod die is gebaseerd op NAND flashgeheugen in plaats van een harde schijf. De iPod nano kwam later ook met flashgeheugen. De shuffle kan ook dienstdoen als memory stick en heeft daartoe een ingebouwde USB aansluiting.

#### iPod shuffle 2de Generatie
De tweede generatie van de shuffle, werd aangekondigd in september 2006, deze had een lengte van slechts 4,1 cm, en was beschikbaar in 5 verschillende kleuren.

#### iPod shuffle 3de Generatie
De derde generatie werd aangekondigd in maart 2009, deze heeft een hoogte van 4,5 cm en breedte van 7,8 mm en weegt slechts 10,7 gram. Deze generatie kan geleverd worden met 2 of 4 GB geheugen. Speciaal aan deze nieuwe generatie is dat het de naam van het lied met de VoiceOver-tool zegt. De VoiceOver zegt ook de afspeellijsten.

#### iPod shuffle 4e Generatie
Op 1 september 2010 werd de 4e generatie voorgesteld. Deze generatie beschikt weer over knoppen zoals de shuffle van de 2e generatie. VoiceOver blijft beschikbaar. De iPod shuffle is beschikbaar in 5 kleuren en met 2GB geheugen. De iPod shuffle is sinds 2017 niet meer officieel te koop.

### iPod touch
De iPod touch is een iPod voorzien van touchscreen. Het apparaat is uitgerust met wifi voor gebruik van Safari, YouTube, Mail, Stocks en voor het downloaden van applicaties en games uit de App Store. De iPod touch lijkt qua model veel op de iPhone en is in feite een dunnere iPhone zonder telefoonfunctionaliteiten. De iPod touch maakt gebruik van flashgeheugen en is 8 mm dik. De eerste generatie iPod touch werd op 28 september 2007 op de markt gebracht in een 8 GB- en 16 GB-variant. Sinds 5 februari 2008 verkoopt Apple ook een 32 GB-uitvoering van de iPod touch. Op 9 september 2008 werden de iPod-modellen vernieuwd, waaronder de tweede generatie iPod touch. Een aantal van deze nieuwe functies zijn de Bluetooth-chip, de volumeknop en een speaker.
In september 2009 kwam Apple met de 3e generatie iPod touch. De 16 GB-variant is uit het assortiment gehaald, maar er kwam wel een 64 GB-variant bij. Verder bleef de iPod touch qua uiterlijk hetzelfde. De inhoud van de 8 GB-variant is precies hetzelfde als van de vorige generatie, alleen staat er standaard iOS 3.1.2 op. De 32- en 64 GB-variant hebben een verandering ondergaan: ze zijn tot 50% sneller, ondersteunen VoiceOver en het is mogelijk om ze door middel van spraak een opdracht te geven.
In september 2010 kwam er een 4e generatie van de iPod touch uit. De 4e generatie iPod touch heeft twee ingebouwde camera's (voor- en achterzijde). Verder is het mogelijk om via wifi gesprekken te voeren met andere iPhone 5-, iPhone 4s-, iPhone 4-, iPad 3-, iPad 2-, of iPod touch (4e generatie)-bezitters met behulp van FaceTime, een programma dat gebruikmaakt van de twee ingebouwde camera's. Tijdens FaceTime-gesprekken kan men tussen deze twee camera's wisselen. Ook het design werd een beetje aangepast, met als grootste verandering de plaats van de aan- en uitknop. Deze bevindt zich nu aan de rechterbovenkant, in plaats van aan de linkerbovenkant.
In juli 2012 werd de vijfde generatie iPod gelanceerd. Deze iPod krijgt net als de derde generatie iPod, een 32 GB en een 64 GB geheugen. De iPod past zich ook aan de iPhone 5, omdat de vijfde generatie iPod ook een langer model heeft.
De iPod touch 6e en 7e generatie lijken erg op de iPhone 6. Deze iPods waren beschikbaar in de volgende kleuren: Spacegrijs, Goud, Zilver, Roze, Blauw en Rood.             
De iPod touch 7e generatie is vanaf 6 juni 2020 niet meer te koop op de officiële Apple website. Daarmee is de iPod serie officieel beëindigt.

### Tabel
| 1st                          | iPod (1st gen) | 5 GB | Wit | FireWire                                       | 10 november 2001  | Mac: 9.2.1, 10.1            | audio: 10                         |
| 1st                          | iPod (1st gen) | 10 GB | Wit | FireWire                                       | 21 maart 2002     | Mac: 9.2.1, 10.1            | audio: 10                         |
| 1st                          | iPod (1st gen) | Eerste model met mechanisch scrollwiel. 10GB model. Niet compatibel met Windows                                                                                           | |                                                |                   |                             |                                   |
| 1st (1st revision)           | iPod (1st gen) | 5 GB | Wit | FireWire                                       | 17 juli 2002      | Mac: 9.2.2, 10.1.4Win: 2000 | audio: 10                         |
| 1st (1st revision)           | iPod (1st gen) | 5 GB | Wit(Limited Edition Madonna) Wit(Limited Edition Tony Hawk) Wit (Limited Edition No Doubt) Wit (Limited Edition Beck)   | FireWire                                       | 11 december 2002  | Mac: 9.2.2, 10.1.4Win: 2000 | audio: 10                         |
| 1st (1st revision)           | iPod (1st gen) | Compatibel met Windows door Musicmatch. | |                                                |                   |                             |                                   |
| 2nd                          | iPod (2nd gen) | 10 GB | Wit | FireWire                                       | 17 juli 2002      | Mac: 9.2.2, 10.1.4Win: 2000 | audio: 10                         |
| 2nd                          | iPod (2nd gen) | 10 GB | Wit(Limited Edition Madonna) Wit(Limited Edition Tony Hawk) Wit(Limited Edition No Doubt) Wit (Limited Edition Beck)    | FireWire                                       | 11 december 2002  | Mac: 9.2.2, 10.1.4Win: 2000 | audio: 10                         |
| 2nd                          | iPod (2nd gen) | 20 GB | Wit | FireWire                                       | 17 juli 2002      | Mac: 9.2.2, 10.1.4Win: 2000 | audio: 10                         |
| 2nd                          | iPod (2nd gen) | 20 GB | Wit (Limited Edition Madonna) Wit (Limited Edition Tony Hawk) Wit (Limited Edition No Doubt) Wit (Limited Edition Beck) | FireWire                                       | 11 december 2002  | Mac: 9.2.2, 10.1.4Win: 2000 | audio: 10                         |
| 2nd                          | iPod (2nd gen) | Touch gebaseerd wiel. FireWire poort had een cover. Nieuwe Hold Switch. Windows-compatibele modellen beschikbaar door Musicmatch.                                         | |                                                |                   |                             |                                   |
| 3rd                          | iPod (3rd gen) | 10 GB | Wit | FireWire (USB enkel voor data - laadt niet op) | 28 april 2003     | Mac: 10.1.5Win: 2000        | audio: 8                          |
| 3rd                          | iPod (3rd gen) | 15 GB | Wit | FireWire (USB enkel voor data - laadt niet op) | 28 april 2003     | Mac: 10.1.5Win: 2000        | audio: 8                          |
| 3rd                          | iPod (3rd gen) | 30 GB | Wit | FireWire (USB enkel voor data - laadt niet op) | 28 april 2003     | Mac: 10.1.5Win: 2000        | audio: 8                          |
| 3rd                          | iPod (3rd gen) | Eerste redesign met volledig touch, dock connector (30-pin), en dunnere case. Musicmatch niet meer ondersteund en in plaats komt iTunes 4.1 voor Windows.                 | |                                                |                   |                             |                                   |
| 3rd (1st revision)           | iPod (3rd gen) | 10 GB | Wit | FireWire (USB enkel voor data - laadt niet op) | 8 september 2003  | Mac: 10.1.5Win: 2000        | audio: 8                          |
| 3rd (1st revision)           | iPod (3rd gen) | 20 GB | Wit | FireWire (USB enkel voor data - laadt niet op) | 8 september 2003  | Mac: 10.1.5Win: 2000        | audio: 8                          |
| 3rd (1st revision)           | iPod (3rd gen) | 40 GB | Wit | FireWire (USB enkel voor data - laadt niet op) | 8 september 2003  | Mac: 10.1.5Win: 2000        | audio: 8                          |
| 3rd (2nd revision)           | iPod (3rd gen) | 15 GB | Wit | FireWire (USB enkel voor data - laadt niet op) | 6 januari 2004    | Mac: 10.1.5Win: 2000        | audio: 8                          |
| 3rd (2nd revision)           | iPod (3rd gen) | 20 GB | Wit | FireWire (USB enkel voor data - laadt niet op) | 6 januari 2004    | Mac: 10.1.5Win: 2000        | audio: 8                          |
| 3rd (2nd revision)           | iPod (3rd gen) | 40 GB | Wit | FireWire (USB enkel voor data - laadt niet op) | 6 januari 2004    | Mac: 10.1.5Win: 2000        | audio: 8                          |
| 4th                          | iPod (4th gen) | 20 GB | Wit | FireWire of USB                                | 19 juli 2004      | Mac: 10.1.5Win: 2000        | audio: 12                         |
| 4th                          | iPod (4th gen) | 20 GB | Zwart+Rood (U2) | FireWire of USB                                | 26 oktober 2004   | Mac: 10.1.5Win: 2000        | audio: 12                         |
| 4th                          | iPod (4th gen) | 40 GB | Wit | FireWire of USB                                | 19 juli 2004      | Mac: 10.1.5Win: 2000        | audio: 12                         |
| 4th                          | iPod (4th gen) | Click Wheel van iPod mini. Goedkopere prijs. | |                                                |                   |                             |                                   |
| 4th / Photo                  | iPod (4th gen) | 40 GB | Wit | FireWire of USB                                | 26 oktober 2004   | Mac: 10.2.8Win: 2000        | audio: 15 slideshow: 5            |
| 4th / Photo                  | iPod (4th gen) | 60 GB | Wit | FireWire of USB                                | 26 oktober 2004   | Mac: 10.2.8Win: 2000        | audio: 15 slideshow: 5            |
| 4th / Photo                  | iPod (4th gen) | Kleurenscherm en mogelijkheid voor foto's | |                                                |                   |                             |                                   |
| 4th / Photo (1st revision)   | iPod (4th gen) | 30 GB | Wit | FireWire of USB                                | 23 februari 2005  | Mac: 10.2.8Win: 2000        | audio: 15 slideshow: 5            |
| 4th / Photo (1st revision)   | iPod (4th gen) | 60 GB | Wit | FireWire of USB                                | 23 februari 2005  | Mac: 10.2.8Win: 2000        | audio: 15 slideshow: 5            |
| 4th / Photo (1st revision)   | iPod (4th gen) | Prijs verlaagd en foto's via dock connecter bekijken. | |                                                |                   |                             |                                   |
| 4th (met kleurenscherm)      | iPod (4th gen) | 20 GB | Wit Zwart+Rood (U2) | FireWire of USB                                | 28 juni 2005      | Mac: 10.2.8Win: 2000        | audio: 15 slideshow: 5            |
| 4th (met kleurenscherm)      | iPod (4th gen) | 20 GB | Wit (Harry Potter) | FireWire of USB                                | 7 september 2005  | Mac: 10.2.8Win: 2000        | audio: 15 slideshow: 5            |
| 4th (met kleurenscherm)      | iPod (4th gen) | 60 GB | Wit | FireWire of USB                                | 28 juni 2005      | Mac: 10.2.8Win: 2000        | audio: 15 slideshow: 5            |
| 4th (met kleurenscherm)      | iPod (4th gen) | iPod met kleurenscherm, geen speciale veranderingen behalve kleur. | |                                                |                   |                             |                                   |
| 5th                          | iPod (5th gen) | 30 GB | Wit Zwart Wit (Harry Potter)                                                                                            | USB (FireWire enkel voor opladen)              | 12 oktober 2005   | Mac: 10.3.9Win: 2000        | audio: 14 slideshow: 3 video: 2   |
| 5th                          | iPod (5th gen) | 30 GB | Zwart+Rood (U2) | USB (FireWire enkel voor opladen)              | 6 juni 2006       | Mac: 10.3.9Win: 2000        | audio: 14 slideshow: 3 video: 2   |
| 5th                          | iPod (5th gen) | 60 GB | Wit Zwart | USB (FireWire enkel voor opladen)              | 12 oktober 2005   | Mac: 10.3.9Win: 2000        | audio: 20 slideshow: 4 video: 3   |
| 5th                          | iPod (5th gen) | Tweede volledige redesign. Dunner en beschikbaar in wit en zwart. Ook is het mogelijk voor video's af te spelen.                                                          | |                                                |                   |                             |                                   |
| 5th (1st revision)           | iPod (5th gen) | 30 GB | Wit Zwart Zwart+Rood (U2)                                                                                               | USB (FireWire enkel voor opladen)              | 12 september 2006 | Mac: 10.3.9Win: 2000        | audio: 14 slideshow: 4 video: 3.5 |
| 5th (1st revision)           | iPod (5th gen) | 80 GB | Wit Zwart | USB (FireWire enkel voor opladen)              | 12 september 2006 | Mac: 10.3.9Win: 2000        | audio: 20 slideshow: 6 video: 6.5 |
| 5th (1st revision)           | iPod (5th gen) | Betere batterij + laatste iPod met Wolfson DAC | |                                                |                   |                             |                                   |
| 6th (classic)                | iPod (6th gen) | 80 GB | Zilver Zwart | USB (FireWire enkel voor opladen)              | 5 september 2007  | Mac: 10.4.8Win: XP SP2      | audio: 30 video: 5                |
| 6th (classic)                | iPod (6th gen) | 160 GB | Zilver Zwart | USB (FireWire enkel voor opladen)              | 5 september 2007  | Mac: 10.4.8Win: XP SP2      | audio: 40 video: 7                |
| 6th (classic)                | iPod (6th gen) | Nieuwe "Classic" naam. Voorkant is nu uit metaal in plaats van plastiek. "Slechtste" iPod zeggen de meeste, heeft een slechtere DAC.                                      | |                                                |                   |                             |                                   |
| 6th (classic) (1st revision) | iPod (6th gen) | 120 GB | Zilver Grijs | USB (FireWire enkel voor opladen)              | 9 september 2008  | Mac: 10.4.11Win: XP SP3     | audio: 36 video: 6                |
| 6th (classic) (1st revision) | iPod (6th gen) | Genius functie toegevoegd.160GB en 80GB vervangen door 120GB. Microfoon en knoppen via oortjes/hoofdtelefoon. Voorkant veranderd van kleur (Zwart naar Grijs). Betere DAC | |                                                |                   |                             |                                   |
| 6th (classic) (2nd revision) | iPod (6th gen) | 160 GB | Zilver Grijs | USB (FireWire enkel voor opladen)              | 9 september 2009  | Mac: 10.4.11 Win: XP SP3    | audio: 36 video: 6                |
| 6th (classic) (2nd revision) | iPod (6th gen) | Opslag veranderd van 120GB naar 160GB. Nog betere DAC, laatste model van Classic. Niet meer te koop sinds 2014                                                            | |                                                |                   |                             |                                   |

| 1st | 1st generation iPod Nano.                             | 1 GB | Zwart Wit                                                                | USB(FireWire enkel voor opladen) | 7 februari 2005   | Mac: 10.3.4 Windows: 2000 iTunes 5 of nieuwer  | Audio: 14 Slideshow: 4 | 176×132 145 PPI (16Bit)              | WolfsonWM8975G         | 32 MB | 89 mm 41 mm 6.9 mm     | 42.5 g (1.5 oz)  |
| 1st | 1st generation iPod Nano.                             | 2 GB | Zwart Wit                                                                | USB(FireWire enkel voor opladen) | 7 september 2005  | Mac: 10.3.4 Windows: 2000 iTunes 5 of nieuwer  | Audio: 14 Slideshow: 4 | 176×132 145 PPI (16Bit)              | WolfsonWM8975G         | 32 MB | 89 mm 41 mm 6.9 mm     | 42.5 g (1.5 oz)  |
| 1st | 1st generation iPod Nano.                             | 4 GB | Zwart Wit                                                                | USB(FireWire enkel voor opladen) | 7 september 2005  | Mac: 10.3.4 Windows: 2000 iTunes 5 of nieuwer  | Audio: 14 Slideshow: 4 | 176×132 145 PPI (16Bit)              | WolfsonWM8975G         | 32 MB | 89 mm 41 mm 6.9 mm     | 42.5 g (1.5 oz)  |
| 1st | 1st generation iPod Nano.                             | Vervangt iPod mini. Kleurenscherm, veel dunner. |                                                                          |                                  |                   |                                                |                        |                                      |                        |       |                        |                  |
| 2nd |                                                       | 2 GB | Zilver                                                                   | USB(FireWire enkel voor opladen) | 12 september 2006 | Mac: 10.3.9 Windows: 2000 iTunes 7 of nieuwer  | Audio: 24 Slideshow: 5 | 176×132 145 PPI (16Bit)              | WolfsonWM8975          | 32 MB | 89 mm 41 mm 6.6 mm     | 40 g (1.41 oz)   |
| 2nd | 4 GB                                                  | Zilver Blauw Groen Roze |                                                                          | USB(FireWire enkel voor opladen) | 12 september 2006 | Mac: 10.3.9 Windows: 2000 iTunes 7 of nieuwer  | Audio: 24 Slideshow: 5 | 176×132 145 PPI (16Bit)              | WolfsonWM8975          | 32 MB | 89 mm 41 mm 6.6 mm     | 40 g (1.41 oz)   |
| 2nd | 4 GB                                                  | (PRODUCT)RED | 13 oktober 2006                                                          | USB(FireWire enkel voor opladen) |                   | Mac: 10.3.9 Windows: 2000 iTunes 7 of nieuwer  | Audio: 24 Slideshow: 5 | 176×132 145 PPI (16Bit)              | WolfsonWM8975          | 32 MB | 89 mm 41 mm 6.6 mm     | 40 g (1.41 oz)   |
| 2nd | 8 GB                                                  | Zwart | 12 september 2006                                                        | USB(FireWire enkel voor opladen) |                   | Mac: 10.3.9 Windows: 2000 iTunes 7 of nieuwer  | Audio: 24 Slideshow: 5 | 176×132 145 PPI (16Bit)              | WolfsonWM8975          | 32 MB | 89 mm 41 mm 6.6 mm     | 40 g (1.41 oz)   |
| 2nd | 8 GB                                                  | (PRODUCT)RED | 3 november 2006                                                          | USB(FireWire enkel voor opladen) |                   | Mac: 10.3.9 Windows: 2000 iTunes 7 of nieuwer  | Audio: 24 Slideshow: 5 | 176×132 145 PPI (16Bit)              | WolfsonWM8975          | 32 MB | 89 mm 41 mm 6.6 mm     | 40 g (1.41 oz)   |
| 2nd | Aluminium, plastic boven- en onderkant.               | |                                                                          |                                  |                   |                                                |                        |                                      |                        |       |                        |                  |
| 3rd | 4 GB 3rd generation iPod Nano                         | 4 GB | Zilver                                                                   | USB(FireWire enkel voor opladen) | 5 september 2007  | Mac: 10.4.8 Windows: XP iTunes 7.4 of nieuwer  | Audio: 24 Video: 5     | 320×240204 PPI                       | WolfsonWM1870          | 32 MB | 70 mm 52 mm 6.6 mm     | 49.3 g (1.74 oz) |
| 3rd | 4 GB 3rd generation iPod Nano                         | 8 GB | Zilver Blauw Groen Zwart (PRODUCT)RED                                    | USB(FireWire enkel voor opladen) | 5 september 2007  | Mac: 10.4.8 Windows: XP iTunes 7.4 of nieuwer  | Audio: 24 Video: 5     | 320×240204 PPI                       | WolfsonWM1870          | 32 MB | 70 mm 52 mm 6.6 mm     | 49.3 g (1.74 oz) |
| 3rd | 4 GB 3rd generation iPod Nano                         | 8 GB | 22 januari 2008                                                          | USB(FireWire enkel voor opladen) |                   | Mac: 10.4.8 Windows: XP iTunes 7.4 of nieuwer  | Audio: 24 Video: 5     | 320×240204 PPI                       | WolfsonWM1870          | 32 MB | 70 mm 52 mm 6.6 mm     | 49.3 g (1.74 oz) |
| 3rd | 4 GB 3rd generation iPod Nano                         | Beter scherm, video mogelijkheden. |                                                                          |                                  |                   |                                                |                        |                                      |                        |       |                        |                  |
| 4th | 4th generation iPod Nano (black model pictured).      | 8 GB | Zilver Zwart Paars Blauw Groen Geel Oranje Roze (PRODUCT)RED             | USB                              | 9 september 2008  | Mac: 10.4.11 Windows: XP iTunes 8 of nieuwer   | Audio: 24 Video: 4     | 240×320204 PPI                       | Cirrus Logic CS42L58   | 32 MB | 91 mm 38 mm 6.1 mm     | 36.8 g (1.3 oz)  |
| 4th | 4th generation iPod Nano (black model pictured).      | 16 GB | Zilver Zwart Paars Blauw Groen Geel Oranje Roze (PRODUCT)RED             | USB                              | 9 september 2008  | Mac: 10.4.11 Windows: XP iTunes 8 of nieuwer   | Audio: 24 Video: 4     | 240×320204 PPI                       | Cirrus Logic CS42L58   | 32 MB | 91 mm 38 mm 6.1 mm     | 36.8 g (1.3 oz)  |
| 4th | 4th generation iPod Nano (black model pictured).      | Nieuwe interface, shake to shuffle, nieuw design. |                                                                          |                                  |                   |                                                |                        |                                      |                        |       |                        |                  |
| 5th | Purple iPod Nano 5G with camera, front and back views | 8 GB | Zwart Zilver Paars Roze Geel Blauw Groen Oranje (PRODUCT)RED(PRODUCT)RED | USB                              | 9 september 2009  | Mac: 10.4.11 Windows: XP iTunes 9 of nieuwer   | Audio: 24 Video: 5     | 240×376 204 PPI 0.3 megapixel camera | Cirrus Logic CLI1480A  | 64 MB | 91 mm 38 mm 6.1 mm     | 36.3 g (1.28 oz) |
| 5th | Purple iPod Nano 5G with camera, front and back views | 16 GB | Zwart Zilver Paars Roze Geel Blauw Groen Oranje (PRODUCT)RED(PRODUCT)RED | USB                              | 9 september 2009  | Mac: 10.4.11 Windows: XP iTunes 9 of nieuwer   | Audio: 24 Video: 5     | 240×376 204 PPI 0.3 megapixel camera | Cirrus Logic CLI1480A  | 64 MB | 91 mm 38 mm 6.1 mm     | 36.3 g (1.28 oz) |
| 5th | Purple iPod Nano 5G with camera, front and back views | Groter scherm, FM-radio, reflecterende behuizing, geluidsopnamen, videocamera, stappenteler. |                                                                          |                                  |                   |                                                |                        |                                      |                        |       |                        |                  |
| 6th | 6th generation silver iPod Nano                       | 8 GB | Zilver Graphite Blauw Groen Oranje Roze (PRODUCT)RED                     | USB                              | 1 september 2010  | Mac: 10.5.8 Windows: XP iTunes 10 of nieuwer   | Audio: 24              | 240×240 220 PPI                      | Cirrus Logic CLI1544C0 | 64 MB | 37.5 mm 41 mm 8.78 mm  | 21.1 g (0.74 oz) |
| 6th | 6th generation silver iPod Nano                       | 16 GB | Zilver Graphite Blauw Groen Oranje Roze (PRODUCT)RED                     | USB                              | 1 september 2010  | Mac: 10.5.8 Windows: XP iTunes 10 of nieuwer   | Audio: 24              | 240×240 220 PPI                      | Cirrus Logic CLI1544C0 | 64 MB | 37.5 mm 41 mm 8.78 mm  | 21.1 g (0.74 oz) |
| 6th | 6th generation silver iPod Nano                       | Multi-touch scherm. Geen Click Wheel, camera of video. De OS 1.1 update gaf de mogelijkheid om het toestel volledig uit te schakelen. Zelfde prijs als 5de Generatie behalve in Europa, Japan en Australië. iOS-like interface, FM radio, en stappenteller. De OS 1.2 update gaf de mogelijkheid om het toestel zonder Nike+iPod accessoire te kopen. |                                                                          |                                  |                   |                                                |                        |                                      |                        |       |                        |                  |
| 7th | 7th generation silver iPod Nano.                      | 16 GB | Slate (2012-2013)                                                        | USB                              | 12 oktober 2012   | Mac: 10.6.8 Windows: XP iTunes 10.7 of nieuwer | Audio: 30 Video: 3.5   | 240×432 202 PPI                      | Cirrus Logic CLI1599A1 | 64 MB | 76.5 mm 39.6 mm 5.4 mm | 31 g (1.1 oz)    |
| 7th | 7th generation silver iPod Nano.                      | 16 GB | (2012-2015) Spacegrijs Zilver Roze Geel Groen Blauw Paars (PRODUCT)RED   | USB                              | 12 oktober 2012   | Mac: 10.6.8 Windows: XP iTunes 10.7 of nieuwer | Audio: 30 Video: 3.5   | 240×432 202 PPI                      | Cirrus Logic CLI1599A1 | 64 MB | 76.5 mm 39.6 mm 5.4 mm | 31 g (1.1 oz)    |
| 7th | 7th generation silver iPod Nano.                      | 16 GB | (2015-2017) Spacegrijs Zilver Goud Roze Blauw (PRODUCT)RED               | USB                              | 15 juli 2015      | Mac: 10.7.5 Windows: 7 iTunes 12.2 of nieuwer  | Audio: 30 Video: 3.5   | 240×432 202 PPI                      | Cirrus Logic CLI1599A1 | 64 MB | 76.5 mm 39.6 mm 5.4 mm | 31 g (1.1 oz)    |
| 7th | 7th generation silver iPod Nano.                      | Nieuw design: groter scherm en homeknop. Draait geen iOS maar wel een OS die erop probeert te lijken. Video wordt terug toegevoegd. De 30-pin connector is vervangen door de Lightning connector. Bluetooth 4.0 draadloze connectiviteit. Sinds 2017 niet meer te koop.                                                                               |                                                                          |                                  |                   |                                                |                        |                                      |                        |       |                        |                  |

### iPod Radio Remote
De Apple iPod Radio Remote lijkt wat betreft model op de 2e generatie iPod Shuffle, maar is bedoeld om FM-zenders op de iPod te ontvangen en te beluisteren. Het is daarbij ook nog eens uitgerust met RDS. Met behulp van de Remote kan men ook de iPod navigeren om bijvoorbeeld het volume te regelen. Dit Apple accessoire is geschikt voor de iPod Nano, de iPod video/5e generatie en de iPod Classic.

## Samenwerking met Nike

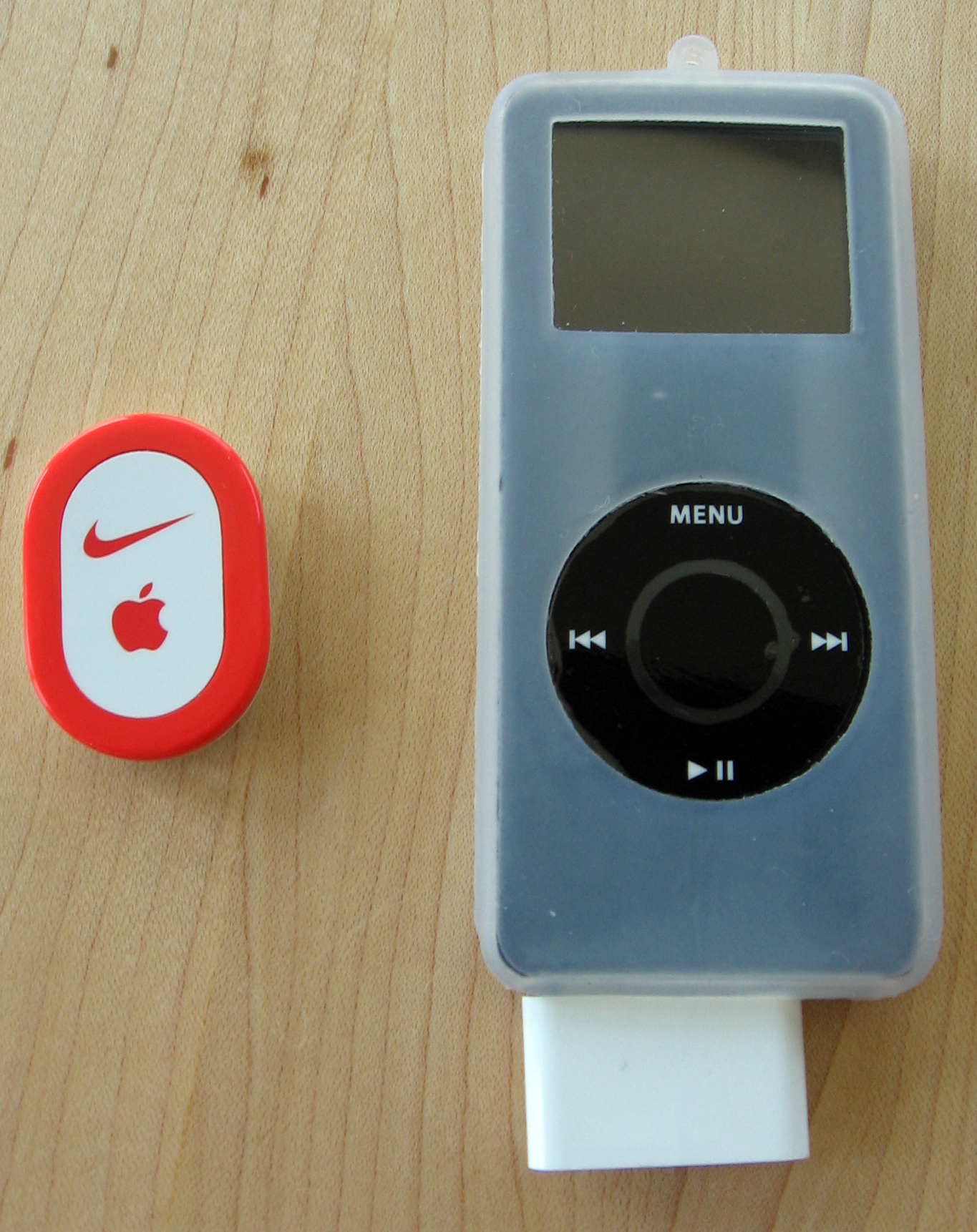
Een Nike+iPod Sport Kit

## Problemen